# Czesław Miłosz
Czesław Miłosz, född 30 juni 1911 i Šeteniai i Litauen (i dåvarande Ryssland), död 14 augusti 2004 i Kraków i Polen, var en polsk författare. Han mottog Nobelpriset i litteratur 1980.
Efter första världskriget flyttade familjen från Šeteniai till Wilno (som då tillhörde Polen), där han bland annat utbildades i hebreiska och avlade juristexamen.
Miłosz var en period bosatt i Paris där han började skriva poesi. När han flyttade tillbaka till Vilnius tog han arbete på en radiostation men blev avskedad för att han var "vänstervriden". Därefter flyttade han till Warszawa och efter en tid som författare blev han diplomat i Washington och Paris. 1951 sökte han politisk asyl i Frankrike och sedan 1960 var han bosatt i USA. 
1961 blev Czesław Miłosz professor i slaviska språk och polens litteratur vid University of California, Berkeley. 1970 fick han sitt amerikanska medborgarskap. På 1990-talet återvände han till Polen och bosatte sig i Kraków. Mot slutet av sitt liv hade han tre pass: Polens, USA:s och Litauens.
I böcker som Issadalen (1955), Mitt Europa (1959) med mera och diverse artiklar har han diskuterat om det europeiska kulturarvet, inte bara det centraleuropeiska utan även Sverigerelaterat, bland annat finns i hans produktion en poetisk dikt om botanikern Carl von Linné och referenser till Emanuel Swedenborg. Miłosz har även som skönlitterär författare förstått flodens betydelse för kulturens blomstring, floden som på många sätt bundit samman Europa.

## Motiv i Miłoszs poesi
I Miłoszs poesi återkommer motiv som "gränsländer" vilket omfattar delvis gränslandet mellan poesi och prosa, mellan begrepp som tro och trolöshet, och i hans senare poesi finns en täthet av gränsöverskridande mellan olika tider. I hans sena poesisamlingar läggs en särskild tyngd på motstridigheter i jagets beskaffenhet. Miłosz pendlar mellan "varats" mikro- och ett makrokosmos och mellan olika ytterligheter i vår existens. Dessa dikter talar med en vis mans röst, men samtidigt har de något av ungdomlighetens ständigt nyfikna sökande. Miłoszs visuellt-symboliska poesi innehåller även dualismen mellan det idylliska och det apokalyptiska. Dessutom är en filosofisk eller religiös epifani ofta påtaglig. Där finns en viss motsägelse i Miłoszs inställning till sin nationalitet, ett talande citat kommer från författaren själv: "Jag föddes inte i Polen, jag uppfostrades inte i Polen, jag bor inte i Polen, men jag skriver på polska".